# Аль-Хорезми (лунный кратер)
Кратер Аль-Хорезми (лат. Al-Khwarizmi) — древний ударный кратер в гористой экваториальной области на обратной стороне Луны. Название дано в честь хорезмийского, центральноазиатского математика, астронома и географа, основателя классической алгебры Мухаммеда ибн Мусы аль-Хорезми (783 — ок. 850); утверждено Международным астрономическим союзом в 1973 г. Образование кратера относится к нектарскому периоду.

## Описание кратера
Ближайшими соседями кратера являются кратер Герц на северо-западе; кратер Флеминг на севере; кратер Фирсов на юго-востоке; кратер Зенгер на юго-западе и кратер Моисеев на западе. Селенографические координаты центра кратера — 7°01′ с. ш. 107°01′ в. д. / 7,02° с. ш. 107,01° в. д., диаметр — 56 км, глубина — 2,74 км.
Вал кратера имеет полигональную форму, в южной части вал двойной. Внутренний склон вала значительно шире в западной части. Высота вала над окружающей местностью составляет 1250 м, объём кратера — приблизительно 3700 км³. Кратер имеет небольшой центральный пик, образующий хребет, изгибающийся к северо-востоку. Дно чаши кратера сравнительно ровное, в северной части отмечено несколькими небольшими кратерами, юго-восточная часть более гладкая и не повреждена импактами.

## Сателлитные кратеры
| Аль-Хорезми | Координаты                                            | Диаметр, км |
| ----------- | ----------------------------------------------------- | ----------- |
| B           | 9°05′ с. ш. 107°55′ в. д. / 9,09° с. ш. 107,92° в. д. | 59,1        |
| G           | 6°46′ с. ш. 107°21′ в. д. / 6,76° с. ш. 107,35° в. д. | 103,0       |
| H           | 5°51′ с. ш. 109°46′ в. д. / 5,85° с. ш. 109,77° в. д. | 49,7        |
| J           | 6°11′ с. ш. 108°08′ в. д. / 6,19° с. ш. 108,14° в. д. | 44,7        |
| K           | 4°30′ с. ш. 108°09′ в. д. / 4,5° с. ш. 108,15° в. д.  | 22,4        |
| L           | 3°46′ с. ш. 107°53′ в. д. / 3,77° с. ш. 107,89° в. д. | 35,5        |
| M           | 3°03′ с. ш. 107°26′ в. д. / 3,05° с. ш. 107,44° в. д. | 16,4        |
| T           | 7°04′ с. ш. 104°58′ в. д. / 7,06° с. ш. 104,96° в. д. | 14,1        |

- Сателлитный кратер Аль-Хорезми K. Снимок с борта Аполлона-11.
- Сателлитный кратер Аль-Хорезми K. Снимок с борта Аполлона-16.
- Сателлитный кратер Аль-Хорезми K. Снимок с борта Аполлона-16.

- Образование сателлитных кратеров Аль-Хорезми B и G относится к донектарскому периоду[1].
- Образование сателлитного кратера Аль-Хорезми J относится к нектарскому периоду[1].